# Інженерія природокористування
«Інженерія природокористування» — науковий журнал, що видається в Україні і виходить 2-4 рази на рік. Мова видання: українська, російська, англійська. Засновником є Харківський національний технічний університет сільського господарства ім. Петра Василенка.

## Тематика
Видання містить оглядові статті та результати досліджень на теми:
- Енергозбереження і альтернативна енергетика.
- Мобільні і стаціонарні енергозасоби та їх елементи.
- Транспортні процеси агропромислового комплексу.
- Інтенсивні та екологічно ощадні технології рослинництва.
- Техніка і технології тваринництва.
- Інженерія використання та відновлення довкілля.
- Механіка агротехнологічних матеріалів.
- Переробка та зберігання сільськогосподарської продукції.
- Конструкція і теорія сільськогосподарських машин.
- Ефективність використання машин в землеробстві.
- Мехатроніка і цифрові технології природовикористання.
- Якість, стандартизація, безпека, екологічність та ергономічність машин і технологій.

## Редколегія
- Головний редактор — доктор т. н., академік АНВО України Мельник В. І. (Харків).
- Заступник головного редактора — к.т. н., доцент Лук'яненко В.М. (Харків).
- Відповідальний секретар — Чигрина С. А.

Журнал призначено для виробничників, викладачів, наукових співробітників, аспірантів і студентів, які спеціалізуються у відповідних або суміжних галузях науки та напрямках виробництва. Видання включено до Переліку наукових фахових видань України відповідно до наказу Міністерства освіти і науки України № 1328 від 21.12.2015.